# Siarhei Laurenau
Siarhei Laurenau (né le 1er février 1972 à Vitebsk) est un haltérophile biélorusse.

## Carrière
Siarhei Laurenau participe aux Jeux olympiques de 2000 à Sydney et remporte la médaille de bronze dans la catégorie des -69 kg.